# Сухоносівське городище

Сухоносівське городище — пам'ятка археології скіфського та давньоруського періодів. Городище знаходиться за 2 км на пвіденний захід від села Сухоносівка. Площа становить 20 га. Складається з 3-х частин: 2-х передгородь (1 і 4 га кожне) та основної частини (15 га). З півдня, заходу і сходу городища знаходяться глибокі яри. На півночі воно межує з плато. Вперше досліджувалося Львом Падалкою, пізніше В. А. Іллінською, востаннє експедицією Інституту керамології в 2005 році. Серед знахідок на городищі трапляється кераміка VI—IV ст. до н., е. також знайдено залізний кинджал IV-III ст. до.н.е. е. 
Із давньоруського періоду знайдено  наконечник стріли і фрагменти посуду.
Координати - 50.19457, 32.89927